# Jeffrey Byron

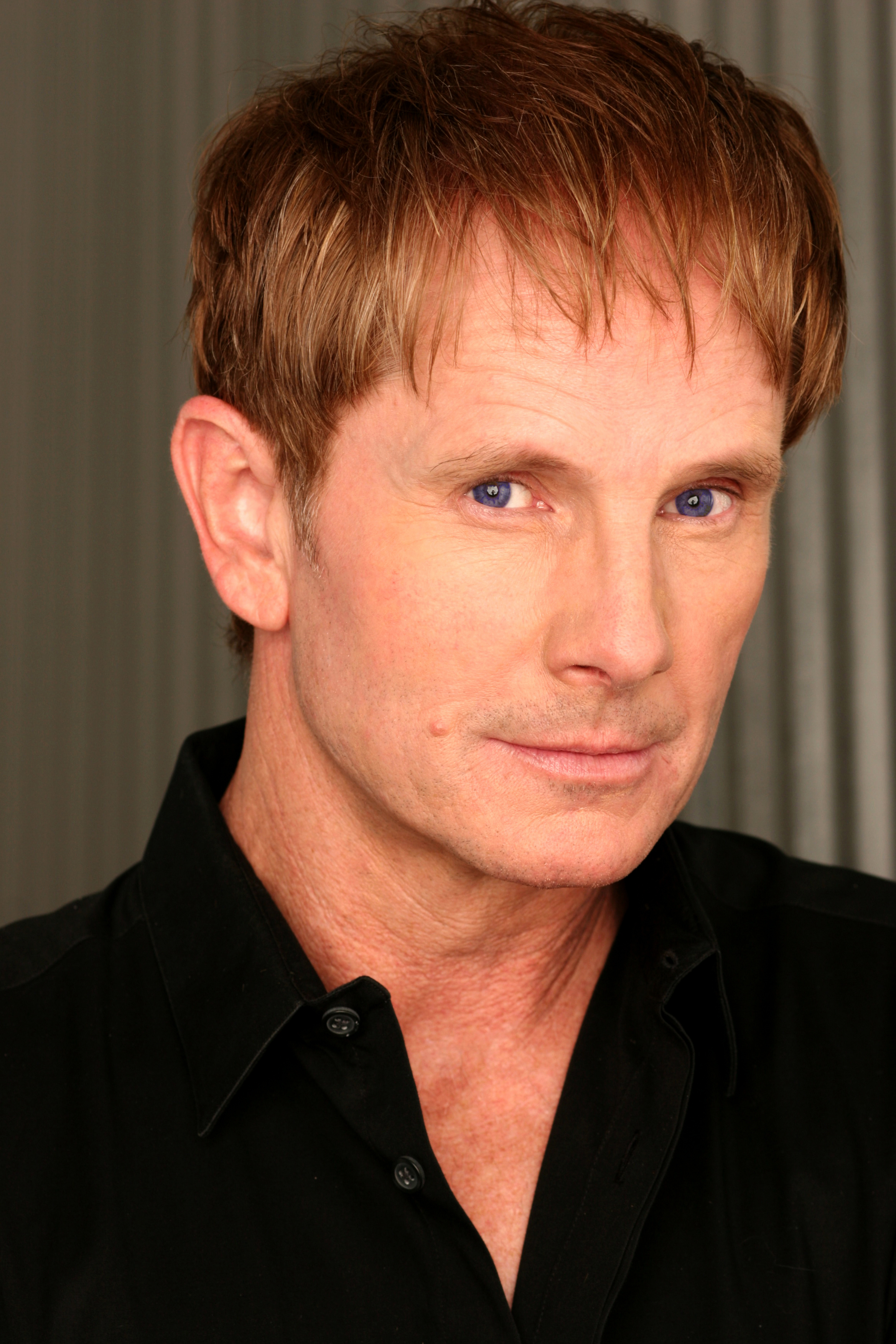
Jeffrey Byron, 2007

Jeffrey Byron (* 28. November 1955 in Santa Monica, Kalifornien als Timothy Stafford) ist ein US-amerikanischer Schauspieler.

## Leben
Byron wuchs als Sohn der Schauspielerin Anna Lee im Showgeschäft auf. Seine ältere Halbschwester Venetia Stevenson war ebenfalls als Schauspielerin und Model tätig. Unter dem Namen Tim Stafford hatte er 1963 sein Spielfilmdebüt als Kinderdarsteller in der John-Ford-Komödie Die Hafenkneipe von Tahiti an der Seite von John Wayne und Lee Marvin. In den darauf folgenden Jahren hatte er einige Gastauftritte in Fernsehserien wie Twilight Zone und Bonanza. Seinen zunächst letzten Filmauftritt hatte er 1967 im B-Movie Hot Rods to Hell. 
1975 kehrte er, inzwischen erwachsen, unter dem Künstlernamen Jeffrey Byron ins Filmgeschäft zurück; sein Auftritt als Hotelpage in Peter Bogdanovichs Filmmusical At Long Last Love war jedoch kaum mehr als eine Statistenrolle. Nach einigen weiteren kleineren Film- und Fernsehrollen erhielt Byron 1978 eine der Hauptrollen in der Highschool-Komödie The Seniors neben Dennis Quaid und Priscilla Barnes. Im Jahr darauf spielte er die Hauptrolle in der Disney-Agentenkomödie James jr. schlägt zu; keiner der beiden Filme wurde jedoch zu einem kommerziellen Erfolg. 
Nach einigen Fernsehauftritten vergingen mehrere Jahre bis zu seiner nächsten Spielfilmrolle, aber auch die beiden 1983 beziehungsweise 1984 entstandenen Science-Fiction-Filme Metalstorm – Die Vernichtung des Jared-Syn und Herrscher der Hölle waren nicht in der Lage, seiner Karriere den entscheidenden Schub zu geben. Für letzteren war er erst- und bisher einmalig auch als Drehbuchautor aktiv. In der Folge spielte er feste Rollen in mehreren US-amerikanischen Seifenopern, trat in Fernsehfilmen sowie als Gastdarsteller in bekannten Serien auf. 2009 wirkte er in einer kleineren Nebenrolle am Kinofilm Star Trek mit. Seither erfolgten Auftritte in mehreren B-Movies und Independentfilmen, die aber keine größere Resonanz erfuhren.
Byron war zwischen 1990 und 1991 mit der Schauspielerin Gail O’Grady verheiratet. 2005 heiratete er erneut, aus dieser Ehe ging ein Kind hervor.

## Filmografie (Auswahl)

### Film
- 1963: Die Hafenkneipe von Tahiti (Donovan’s Reef)
- 1975: At Long Last Love
- 1976: Nickelodeon
- 1978: The Seniors
- 1978: Alles Glück dieser Erde (International Velvet)
- 1979: James jr. schlägt zu (The London Connection)
- 1983: Metalstorm – Die Vernichtung des Jared-Syn (Metalstorm: The Destruction of Jared-Syn)
- 1984: Herrscher der Hölle (Ragewar)
- 1993: Falling Down – Ein ganz normaler Tag (Falling Down)
- 2009: Star Trek
- 2023: Deadly Draw

### Fernsehen
- 1964: Twilight Zone (The Twilight Zone, Folge 5x36 Eine schönere Welt)
- 1964: Auf der Flucht (The Fugitive, Folge 2x06)
- 1966: Bonanza (Folge 7x19 Jesse und Sonny)
- 1976: McMillan & Wife (Folge 6x01)
- 1977–1980: Eight Is Enough (3 Folgen)
- 1978: Dallas (Folge 1x02 Die Lektion)
- 1979: Wonder Woman (Folge 3x15 Invasion aus dem All)
- 1979: B.J. und der Bär (B. J. and the Bear, Folge 2x09)
- 1985: Hotel (Folge 2x13)
- 1986: T. J. Hooker (Folge 5x10)
- 1986–1987: Liebe, Lüge, Leidenschaft (One Life to Live, mind. 7 Folgen)
- 1987: All My Children (mind. 3 Folgen)
- 1989: Baywatch – Die Rettungsschwimmer von Malibu (Baywatch, Folge 1x02 Die große Hitze)
- 1991: Matlock (Folge 5x16 Der Brandstifter)
- 1992: 2000 Malibu Road (3 Folgen)
- 1994: Danielle Steels Familienbilder (Family Album, Miniserie)
- 1995–2008: Reich und Schön (The Bold and the Beautiful, mind. 13 Folgen)
- 1997: Schatten der Leidenschaft (The Young and the Restless, mehrere Folgen)
- 1997: Superman – Die Abenteuer von Lois & Clark (Lois & Clark: The New Adventures of Superman, Folge 4x21)
- 1997–2000: Port Charles (mind. 49 Folgen)